# Било једном у Кини 3
Било једном у Кини 3 (енгл. Once Upon a Time in China III) је акциони филм из 1993. године и трећи наставак филмског серијала Било једном у Кини.

## Радња
По доласку у Пекинг, Вонг, Леонг Фун и Сиу Кван срећу се са бандом коју предводи злогласни бандит Џао Тјен Ба. Ипак, то је био мањи окршај у односу на оне што се тек спремају. Краљица Ци Си и градоначелик Пекинга желе да организују Лавље игре да би показали странцима своју моћ. У борби за надмоћ и за што већи успех у Лављим играма, сукобљавају се многе кунг фу школе и у граду настаје потпуни хаос.
Лавља школа коју предводи Вонгов отац Кеи Јинг, позната као Кантонски Конзулат, успешно ради свој посао и окупља многе досељенике из провинције Кантон. Пуким случајем, Џао Тјен Ба напада Кантонски Конзулат и ту му се Кеи Јинг супротставља успешно. Међутим, у том тренуtku се појављује нови борац звани Ча и рањава Вонговог оца својом ненадмашном вештином којом би се могао супротставити и Вонгу. Ча неколико пута напада Вонга, али се Вонг сваки пут одбрани. У борби, Ча ломи ногу кад га коњ нагази копитом док још лежи на земљи. Џао Тјен Ба тјера Ча-а од себе као бескориснога, али Вонг му помаже и излечи му ногу, након чега Ча постаје његов ученик.